# مارک خوس
مارک خوس (هلندی: Marc Goos؛ زادهٔ ۳۰ نوامبر ۱۹۹۰) دوچرخه‌سوار اهل هلند است.
از باشگاه‌هایی که در آن رکاب زده‌است می‌توان به تیم دوچرخه‌سواری رابوبانک دولوپمنت، تیم لوتوان‌ال–یومبو، و تیم لوتوان‌ال–یومبو، و تیم لوتوان‌ال–یومبو، اشاره کرد.